# Canton de Melun
Le canton de Melun est une circonscription électorale française du département de Seine-et-Marne créée par le décret du 18 février 2014. Elle tient lieu de circonscription d'élection des conseillers départementaux et entre en vigueur lors des premières élections départementales suivant la publication du décret.

## Historique
Un nouveau découpage territorial de Seine-et-Marne entre en vigueur à l'occasion des premières élections départementales suivant le décret du 18 février 2014. Les conseillers départementaux sont, à compter de ces élections, élus au scrutin majoritaire binominal mixte. Les électeurs de chaque canton élisent au Conseil départemental, nouvelle appellation du Conseil général, deux membres de sexe différent, qui se présentent en binôme de candidats. Les conseillers départementaux sont élus pour 6 ans au scrutin binominal majoritaire à deux tours, l'accès au second tour nécessitant 12,5 % des inscrits au 1er tour. En outre la totalité des conseillers départementaux est renouvelée. Ce nouveau mode de scrutin nécessite un redécoupage des cantons dont le nombre est divisé par deux avec arrondi à l'unité impaire supérieure si ce nombre n'est pas entier impair, assorti de conditions de seuils minimaux. En Seine-et-Marne, le nombre de cantons passe ainsi de 43 à 23.
Le canton de Melun est formé de communes des anciens cantons de Melun-Sud (2 communes), de Melun-Nord (6 communes) et de la commune de  Melun, précédemment partagée entre ces deux cantons. Il est entièrement inclus dans l'arrondissement de Melun. Le bureau centralisateur est situé à Melun.

## Représentation
| Période élective | Période élective | Mandat | Mandat   | Identité                 | Nuance | Nuance | Qualité |
| ---------------- | ---------------- | ------ | -------- | ------------------------ | ------ | ------ | --- |
| 2015             | 2021             | 2015   | 2021     | Nathalie Beaulnes-Sereni |        | LR     | Chef d'entreprise Conseillère municipale d'opposition à Vaux-le-Pénil (2020-) |
| 2015             | 2021             | 2015   | 2021     | Denis Jullemier          |        | LR     | Chef d'entreprise, Adjoint au maire de Melun (2001-2013) Conseiller général du canton de Melun-Sud (2011-2015) Dixième vice-président, chargé de l'habitat, du logement, du renouvellement urbain et de la politique de la ville |
| 2021             | 2028             | 2021   | en cours | Nathalie Beaulnes-Sereni |        | LR     | Conseillère sortante 12e vice-présidente chargée de l’enseignement supérieur et de la formation professionnelle Vice-présidente Seine et Marne Attractivité, chargée du Plan Vélo 77. Suppléante : Anne-Valérie Barge-Pouy       |
| 2021             | 2028             | 2021   | en cours | Denis Jullemier          |        | LR     | Conseiller sortant 9e vice-président chargé de l'habitat, du logement, du renouvellement urbain et de la politique de la ville. Suppléant : Julien Aguin, Maire de Voisenon                                                      |

### Résultats détaillés

#### Élections de mars 2015
À l'issue du 1er tour des élections départementales de 2015, deux binômes sont en ballottage : Nathalie Beaulnes-Sereni et Denis Jullemier (UMP, 30,81 %) et Mathieu Alfonso et Frédérique Giudicelli (FN, 29,41 %). Le taux de participation est de 42,71 % (14 935 votants sur 34 971 inscrits) contre 44,94 % au niveau départemental et 50,17 % au niveau national.
Au second tour, Nathalie Beaulnes-Sereni et Denis Jullemier (UMP) sont élus avec 65,44 % des suffrages exprimés et un taux de participation de 42,2 % (8 602 voix pour 14 759 votants et 34 970 inscrits).

#### Élections de juin 2021
Le premier tour des élections départementales de 2021 est marqué par un très faible taux de participation (33,26 % au niveau national). Dans le canton de Melun, ce taux de participation est de 26,57 % (9 449 votants sur 35 568 inscrits) contre 27,81 % au niveau départemental. À l'issue de ce premier tour, deux binômes sont en ballottage : Nathalie Beaulnes-Sereni et Denis Jullemier (LR, 28,58 %) et Julien Guérin et Bénédicte Monville (Union à gauche avec des écologistes, 20,37 %).
Le second tour des élections est marqué une nouvelle fois par une abstention massive équivalente au premier tour. Les taux de participation sont de 34,36 % au niveau national, 30,02 % dans le département et 28,33 % dans le canton de Melun. Nathalie Beaulnes-Sereni et Denis Jullemier (LR) sont élus avec 59,96 % des suffrages exprimés (5 558 voix pour 10 086 votants et 35 599 inscrits),,.

## Composition
Le canton de Melun comprend neuf communes entières.
| Nom                           | Code Insee | Intercommunalité      | Superficie (km2) | Population (dernière pop. légale) | Densité (hab./km2) | Modifier                                    |
| ----------------------------- | ---------- | --------------------- | ---------------- | --------------------------------- | ------------------ | ------------------------------------------- |
| Melun (bureau centralisateur) | 77288      | CA Melun Val de Seine | 8,04             | 43 685 (2022)                     | 5 433              | modifier les données · modifier les données |
| Livry-sur-Seine               | 77255      | CA Melun Val de Seine | 4,97             | 2 224 (2022)                      | 447                | modifier les données · modifier les données |
| Maincy                        | 77269      | CA Melun Val de Seine | 10,19            | 1 833 (2022)                      | 180                | modifier les données · modifier les données |
| Montereau-sur-le-Jard         | 77306      | CA Melun Val de Seine | 11,29            | 498 (2022)                        | 44                 | modifier les données · modifier les données |
| La Rochette                   | 77389      | CA Melun Val de Seine | 5,85             | 3 919 (2022)                      | 670                | modifier les données · modifier les données |
| Rubelles                      | 77394      | CA Melun Val de Seine | 3,91             | 3 450 (2022)                      | 882                | modifier les données · modifier les données |
| Saint-Germain-Laxis           | 77410      | CA Melun Val de Seine | 7,18             | 737 (2022)                        | 103                | modifier les données · modifier les données |
| Vaux-le-Pénil                 | 77487      | CA Melun Val de Seine | 11,64            | 11 378 (2022)                     | 977                | modifier les données · modifier les données |
| Voisenon                      | 77528      | CA Melun Val de Seine | 3,36             | 1 169 (2022)                      | 348                | modifier les données · modifier les données |
| Canton de Melun               | 7711       |                       | 66,43            | 68 893 (2022)                     | 1 037              | modifier les données                        |

## Démographie
En 2022, le canton comptait 68 893 habitants, en évolution de +9,52 % par rapport à 2016 (Seine-et-Marne : +3,92 %, France hors Mayotte : +2,11 %).
| 2013   | 2018   | 2022   |
| ------ | ------ | ------ |
| 61 888 | 63 505 | 68 893 |